# 埃爾拉科格爾山
47°49′9″N 13°49′31″E / 47.81917°N 13.82528°E

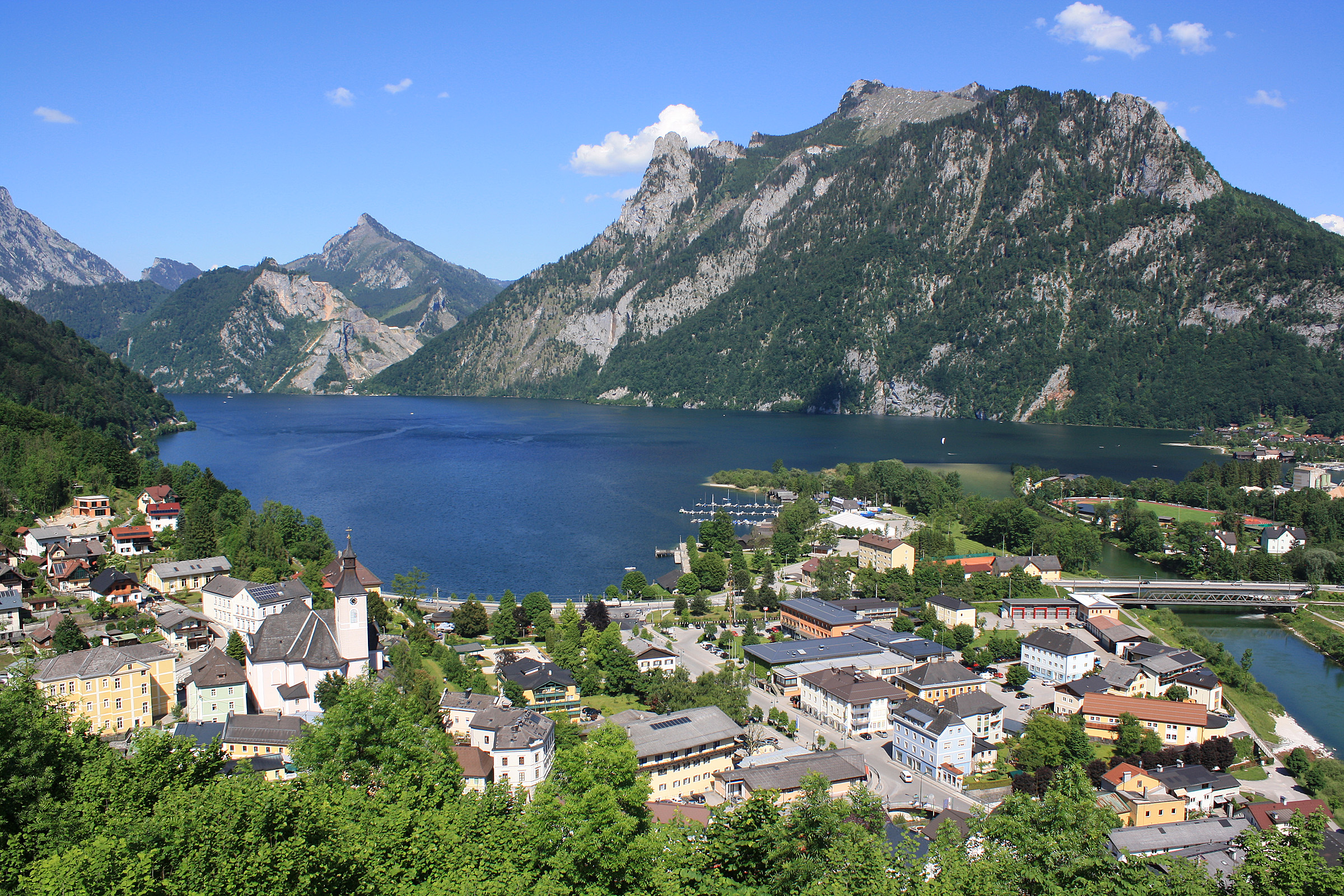

埃爾拉科格爾山（德語：Erlakogel），是奧地利的山峰，位於該國北部，由上奧地利州負責管轄，屬於上奧地利前阿爾卑斯山脈的一部分，海拔高度1,575米，每年平均降雨量1,801毫米。